# L'ultimo dei Templari (film 2011)
L'ultimo dei Templari (Season of the Witch) è un film del 2011 diretto da Dominic Sena.

## Trama
A.D. 1235 - Nel villaggio di Villach, un gruppo di soldati al seguito di un prete si reca con tre donne, condannate per stregoneria, a un ponte affinché siano giustiziate. Mentre il prete chiede loro di pentirsi e confessare i loro peccati, una delle tre (credendo di poter essere risparmiata) ammette di aver praticato la stregoneria, un'altra ammette di preparare unicamente rimedi erboristici, la terza maledice il prete. Le donne, una dopo l'altra, vengono impiccate e fatte calare nell'acqua, compresa la donna che ha confessato, poiché il prete afferma che il perdono vale solo per la sua anima. Il prete chiede ai soldati di tirarle su affinché possa praticare i necessari rituali dal suo libro per evitare il ritorno in vita delle donne giustiziate, ma questi, scettici, non gli danno ascolto, pertanto ritorna da solo di notte per svolgere i riti. La terza donna, inspiegabilmente tornata in vita con sinistre sembianze, dà fuoco al libro e impicca su quello stesso ponte il sacerdote.
Nella prima metà del XIV secolo due cavalieri, Behman (Cage) e Felson (Perlman) militano in Terrasanta durante le Crociate Smirniote. Dopo un lungo e pesante servizio, i due crociati abbandonano i compagni a causa del rimorso per aver ucciso anche donne e innocenti per volontà della Chiesa.
Nel viaggio di rientro troveranno la propria terra devastata dalla peste. Giunti a una cittadella assediata dal morbo, i due crociati vengono riconosciuti e arrestati in quanto disertori; avendo pochi uomini a disposizione a causa dell'epidemia, viene però chiesto loro dal locale vescovo-conte di prendere in custodia una strega, ritenuta autrice della pestilenza, e di portarla in una remota abbazia dove i monaci possano processarla e giustiziarla per poter fermare l'epidemia.
Il prete Debelzaq, il cavaliere Eckhardt in lutto per la morte di tutta la sua famiglia, il truffatore itinerante Hagamar e il testardo giovane chierico Kay si uniscono ai due crociati nella missione, accompagnandoli in regioni selvagge e pericolose.
Durante il tragitto Eckhardt e Hagamar muoiono in circostanze particolari: il primo si uccide gettandosi sulla spada di Kay, in preda ad allucinazioni che gli mostravano sua figlia, mentre il secondo muore sbranato da lupi. Debelzaq accusa la prigioniera di avere impiegato la sua stregoneria per evitare di essere condotta all'abbazia e fuggire; Behmen, che inizialmente provava pena per la donna, comincia anch'egli a nutrire dei sospetti per le varie stranezze e per l'inspiegabile forza fisica della ragazza.
Giunti all'abbazia, i quattro scoprono che la peste ha raggiunto anche quel luogo e che tutti i monaci sono oramai morti. Debelzaq ritrova la Chiave di Salomone, antico libro che contiene tutti gli incantesimi, i rituali e le preghiere per sconfiggere le forze del male e che permette anche di fermare la presunta strega, e decide di compiere lui stesso il processo rituale per stregoneria, che dovrebbe annullare i poteri della strega. Una volta iniziato, la donna prima fa sanguinare le ferite del prete, poi tenta di confondere Behmen pronunciando le parole del suo generale di crociata e accusandolo di essere un orribile peccatore e assassino. Felson si interroga su come abbia fatto a venirne a conoscenza e il prete comprende così che la donna non è in realtà una strega ma un'anima posseduta dal demonio stesso, iniziando a compiere il rito di esorcismo che comincia ad avere effetto. Il demonio riesce però a distruggere la gabbia in cui è rinchiuso e fugge, volando in una torre dell'abbazia.
Mentre il gruppo lo cerca, capiscono che il demonio era realmente la causa della peste e che si era fatto appositamente portare lì di proposito per distruggere l'ultima copia rimasta del libro di Salomone, senza il quale l'umanità si ritroverebbe senza difese contro il male. Trovata la creatura, Debelzaq prova nuovamente a compiere il rito, ma viene ucciso dal mostro mentre gli altri sono impegnati a combattere i cadaveri dei monaci, ora posseduti a loro volta. Kay allora si sostituisce al prete per compiere il rituale mentre Behmen e Felson ingaggiano un combattimento con il demonio per tenerlo impegnato. Il rito viene portato a termine e il demonio scacciato, ma a prezzo del sacrificio dei due crociati.
Kay e Anna, la donna ora non più posseduta, si mettono in viaggio portando con loro la Chiave di Salomone, dopo aver seppellito i caduti.

## Produzione
Nonostante il titolo scelto per l'edizione italiana, i protagonisti sono semplici cavalieri crociati e non templari. Non si evince alcuna loro appartenenza a ordini monastico-cavallereschi. Solo nelle prime scene del film compaiono alcuni soldati (a piedi) che indossano abiti ed effigie simili a quelli dei templari e degli ospitalieri. L'elsa delle spade dei due protagonisti rappresenta uno stemma riconducibile ai cavalieri teutonici, con l'aquila e la croce; nel film inoltre non viene mai utilizzata la parola "templare".
Dopo la fine delle riprese, Ron Perlman ha chiesto e ottenuto di portare con sé sul set del film Conan the Barbarian (nel quale interpreta Corin, padre del protagonista) una delle spade usate durante la sequenza delle crociate. Nei contenuti extra della versione DVD distribuita in Italia è stato inserito un finale alternativo.

## Promozione
Il primo teaser trailer è apparso nel periodo di Halloween 2009 e recava la tagline "Halloween's for amateurs, see you in spring." In realtà il film ha esordito nelle sale americane non in primavera, ma solo all'inizio del 2011.

## Distribuzione
Il film è stato distribuito nelle sale cinematografiche statunitensi il 7 gennaio 2011. In Italia è stato distribuito il 15 giugno 2011 a cura della Medusa Film.
Era inizialmente previsto che L'ultimo dei Templari fosse distribuito il 19 marzo 2010, ma 35 giorni prima di questa data lo studio decise di bloccarne l'uscita. Lionsgate aveva originariamente un accordo con la compagnia Relativity Media, ma ci furono dei problemi di marketing e, quindi, di distribuzione. Relativity Media scelse poi nell'ottobre 2010 di pubblicare il film e stabilì la nuova data di uscita per il 7 gennaio 2011. L'ultimo dei Templari è il secondo progetto realizzato da Relativity Media, dopo La via del guerriero del 2010.
Il film, nel gennaio 2010, era stato classificato PG-13 (vietando quindi la visione a un pubblico di età inferiore ai 13 anni) dalla Motion Picture Association of America, citando "elementi tematici violenti e contenuto inquietante". Lo studio decise quindi di ripresentare il film alla MPAA nel novembre 2010 con un nuovo montaggio, per una nuova valutazione. Tuttavia la MPAA ha confermato nuovamente il PG-13 con le stesse motivazioni date precedentemente.
Il film ha avuto la sua anteprima mondiale a New York il 4 gennaio 2011. Il film è uscito al cinema il 7 gennaio 2011 negli Stati Uniti, in più di 2800 sale. Dei sondaggi precedenti alla pubblicazione del film avevano indicato i giovani come i più interessati al film, anche se più donne di quanto previsto hanno dato opinioni favorevoli. Secondo CinemaScore, il pubblico ha dato al film un voto pari a C+.

## Accoglienza

### Incassi
Gli esperti avevano anticipato che il film avrebbe incassato, fra Stati Uniti e Canada, dai 10 ai 12 milioni di dollari nel weekend di apertura. In effetti L'ultimo dei Templari ha incassato 10,6 milioni di dollari, conquistandosi il terzo posto al botteghino dopo Il Grinta e Vi presento i nostri, che sono stati entrambi pubblicati alla fine del 2010. Secondo Box Office Mojo, negli Stati Uniti ed in Canada, l'incasso finale del film è stato di 24,8 milioni di dollari statunitensi, mentre nel resto del mondo di 66,8 milioni, raggiungendo un totale mondiale di 91 milioni di dollari.

### Critica
Il film è stato stroncato dalla critica. Sul sito aggregatore di recensioni Rotten Tomatoes riporta un 11% di gradimento basato su 121 recensioni professionali, con un voto medio di 3,62 su 10. Il consenso critico del sito recita: "Lento, dall’aspetto economico e noioso, L'ultimo dei templari fallisce anche come commedia non intenzionale." Su Metacritic il film detiene un punteggio di 28 su 100, basato su 27 recensioni.
Il film ha ricevuto due candidature durante i Razzie Awards 2011: Peggior attore protagonista per Nicolas Cage e Peggior coppia, condiviso tra Nicolas Cage e chiunque appaia nello schermo insieme a lui.